# E compagnia bella
E compagnia bella è stato un programma televisivo italiano condotto da Mara Venier ed Enrico Vaime che ne erano anche autori, andato in onda su Rai 2 per una sola edizione dal 9 gennaio al 28 marzo 1991 in seconda serata per nove puntate.

## Il programma
Il programma, a metà strada tra talk show e varietà, ospitava gruppi di persone che erano accomunate da esperienze, interessi e attitudini comuni che li avevano legati in qualche modo.